# Каначян, Барсег
Барсег Каначян (арм. Բարսեղ Կանաչեան; 17 апреля 1885, Текирдаг — 21 мая 1967, Бейрут) — ливанский армянский композитор и дирижёр. Известен как автор музыки к гимну Армении и колыбельной «Орор им палас»; основатель и дирижёр духового оркестра «Кнар» и хора «Гусан» (выступал в Стамбуле и Бейруте).

## Биография
Родился в городе Родосто (ныне Текирдаг) на территории современной Турции. В 1888 году с семьёй перебрался в Стамбул, где учился в школе. Позже перебрался в Варну, где изучал теорию музыки и учился игре на скрипке, его учителем был Натанбег Амирханян. В 1903 году поступил в бухарестское училище Жоржа Пуюка, где учился игре на фортепиано и гармонике. В 1908 году вернулся в Стамбул, где основал духовой оркестр «Кнар».
В декабре 1910 года встретился с легендарным композитором и дирижёром Комитасом, и эта встречал стала судьбоносной в жизни Каначяна: он стал певцом в хоре Комитаса «Гусан». Он также продолжал заниматься дирижёрской деятельностью и стал слушателем кружка «Искусство гармонизации», куда входили 16 человек. Занятия кружка продолжались до Первой мировой войны. В конце войны Каначян организовал в Тигранакерте армянский хор, который выступал с благотворительными концертами в помощь беженцам. По возвращении в Константинополь он нашёл учеников Комитаса, с которыми организовал группу «Пять учеников Комитаса», которая занималась пропагандой творчества великого композитора. Группа выпустила три сборника «Армянские гусанские песни».
В 1920 году Каначян уехал учиться в Париж на курсы Рене ле Нормана, с 1922 года давал концерты для армянских общин. В 1928 году перебрался на Кипр, где преподавал музыку в институте Мелконяна, с 1933 года — в бейрутском колледже имени Ншана Паланджяна. В 1936 году им был воссоздан хор «Гусан», руководителем которого Каначян и оставался долгие годы, пропагандируя творчество Комитаса и дальше. Хор выступил с первым концертом в Американском университете Бейрута: участвовали 70 мужчин и женщин. В дальнейшем «Гусан» выступал в Ливане, Сирии и Египте с разными песнями (в том числе и на арабском). В Ереване песни авторства Каначяна исполнял Ереванский камерный хор при поддержке св. Эчмиадзина.
Кавалер Большой ленты Национального ордена Кедра за развитие дружбы между ливанским и армянским народами.
Из-за болезни глаз завершил свою деятельность в 1950 году. Скончался 21 мая 1967 года в Бейруте. Именем Каначяна был назван институт культуры в Ливане, учреждённый армянским культурным союзом «Амазкаин».

## Творчество
Авторству Каначяна принадлежат сольные и хоровые песни: колыбельная «Орор» (слова Р.Патканяна), «Урени» (слова О.Туманяна), «Цов ачер» (слова Ав.Исаакяна), «Цайгерг» (слова Кучака). Также есть трёхактная опера «Священник» по пьесе Левона Шанта «Старые боги», а также ряд арий, хоров и оркестровых фрагментов по мотивам поэмы М.Зарифяна «Сумасшедший». 
Однако Каначян известен, в первую очередь, как автор музыки к песне «Наша родина» (Мер хайреник, слова Микаэла Набалдяна), которая стала в 1991 году гимном Армении.